# Sikorsky S-92
De Sikorsky S-92 is een grote helikopter gebouwd door Sikorsky Aircraft Corporation. De S-92 kan tot negentien passagiers vervoeren over een afstand van 430 zeemijlen (774 km). 

## Geschiedenis
Sikorsky stelde reeds in 1992 een model van de S-92 voor. Maar in 1993 zette moedermaatschappij United Technologies het programma tijdelijk stop, omwille van twijfels over de commerciële haalbaarheid. Uiteindelijk vond de eerste vlucht van een prototype van de S-92 plaats op 23 december 1998. Er waren nog diverse aanpassingen nodig voor de serieversie, de S-92A die in 2004 in gebruik werd genomen.

## Beschrijving
De S-92 kan uitgerust worden als verkeershelikopter, transporthelikopter voor de offshore olie- en gaswinning, search and rescue, ambulancehelikopter, voor zakenvluchten en voor het vervoer van vips en staatshoofden. Het toestel heeft een ruime cabine die 1,8 m hoog is, 2 m breed en 6 m lang. Het heeft een intrekbaar landingsgestel met twee neuswielen en twee keer twee zijwielen. De uitvoeringen voor personenvervoer worden Helibus genoemd.

### Militaire versies
De H-92 Superhawk  is een militaire versie van de S-92. Zij kan worden ingezet als tactisch transport, verkenningsvliegtuig, voor search and rescue-operaties en voor het bestrijden van onderzeeërs. De Canadese strijdkrachten hebben deze versie besteld, die zij aanduiden als CH-148 Cyclone. In november 2004 bestelden ze 28 exemplaren als vervanging van de Sea King aan boord van Canadese oorlogsschepen. Het programma kende echter veel vertraging. De eerste vlucht van een Cyclone vond pas plaats op 15 november 2008, het eerste toestel werd aan Canada afgeleverd in februari 2010 maar het type zou pas in 2014 volledig operationeel worden.

### Marine One
In mei 2014 kreeg Sikorksy Aircraft een order voor de levering van zes nieuwe helikopters van het type Sikorsky S-92 voor het gebruik door de Amerikaanse president. Deze order heeft een waarde van 1,2 miljard dollar. Na de eerste levering is er nog kans op een vervolgorder waarmee het totaal komt op 23 stuks. De laatste levering wordt verwacht in 2023.